# Macropetasma
Macropetasma is een geslacht van kreeftachtigen uit de klasse van de Malacostraca (hogere kreeftachtigen).

## Soort
- Macropetasma africana (Balss, 1913)